# Ceraunius Tholus
Ceraunius Tholus – wulkan tarczowy na Marsie zlokalizowany na wyżynie Tharsis. Podstawa wulkanu ma wymiary 150 × 100 km. Wulkan wznosi się 5,5 km ponad otaczające go równiny, a kaldera na jego szczycie ma średnicę 25 km. Zbocza wulkanu są stosunkowo strome, ich nachylenie wynosi około 8°. Ceraunius Tholus znajduje się na 24,25° szerokości areograficznej północnej oraz 97,25° długości areograficznej zachodniej. Decyzją Międzynarodowej Unii Astronomicznej wulkan został nazwany w 1973 roku.

## Charakterystyka wulkanu
Względnie duże nachylenie stoków Ceraunius Tholus, które sprawiło, że został on początkowo uznany za stratowulkan, może być skutkiem tego, że współcześnie widoczne jest jedynie najwyższa część jego bazaltowej tarczy. Podstawa wulkanu została pogrzebana pod powstałymi później pokładami lawy, co nie jest rzeczą niezwykłą w wulkanicznym regionie Tharsis. Stożek Ceraunius Tholus powstał w następujących po sobie erupcjach. Jego zbocza są zbudowane ze stosunkowo miękkiej skały, być może pyłu wulkanicznego, na co wskazują widoczne w wielu miejscach wąwozy. Największy z nich ma szerokość 3,5 km oraz głębokość 300 metrów. Wąwóz ten kończy się we wnętrzu powstałego niezależnie krateru uderzeniowego Rahe. W miejscu ujścia wąwozu do krateru powstał interesujący wachlarz osadów. Mechanizm powstania tego wachlarza nie został do końca poznany, prawdopodobnie powstał on gdy materia z kanału została wypłukana przez wodę topniejącej czapy lodowej wulkanu. Na długo po czasie utworzenia wulkanu i wygaszeniu jego aktywności obszar ten został zmieniony przez uderzenia meteorytów które pokryły podstawę stożka skałami wyrzuconymi w zderzeniach.  
Kaldera znajdująca się na szczycie Ceraunius Tholus jest płaska i wyrównana co wskazuje, że w czasach gdy atmosfera Marsa była gęstsza, a klimat bardziej wilgotny, mogło znajdować się w niej jezioro. Woda zasilająca wąwóz w kierunku krateru Rahe mogła też powstać w wyniku stopienia pokładów lodu na skutek aktywności wulkanicznej Ceraunius Tholus.
Zdjęcia wykonane przez sondę Mars Global Surveyor ukazują zarówno trwałe ukształtowanie powierzchni, jak również zmienne warunki wynikające ze zmian w atmosferze. Zostało ono wykonane w trakcie trzech okrążeń Marsa pomiędzy 25 listopada a 22 czerwca 2006 roku. W trakcie drugiego przelotu sonda sfotografowała lodowe chmury orograficzne, widoczne obok szczytu wulkanu. W trakcie ostatniego przelotu chmury już zniknęły, a na mozaice zdjęć znalazła się wyraźna linia prosta, niejako "ucinająca" chmury.

Mapa obszaru Tharsis z zaznaczonymi strukturami powierzchni.